# Římskokatolická farnost Kunžak
Římskokatolická farnost Kunžak je územním společenstvím římských katolíků v rámci jindřichohradeckého vikariátu českobudějovické diecéze.

## O farnosti

### Historie
Plebánie byla v Kunžaku založena ve 14. století při kostele sv. Bartoloměje ze 13. století. V 16. století byl kostel poškozen požárem a následně přestavěn v pozdně gotickém stylu. Dále upravován byl kostel barokně po roce 1742. Ve 20. století přestal být Kunžak obsazován sídelním knězem, a duchovní správa začala být vykonávána z proboštství v Jindřichově Hradci.

### Současnost
Farnost Kunžak je součástí kollatury farnosti Jindřichův Hradec a jejím administrátorem excurrendo je jindřichohradecký probošt.
| Kostel                 | Místo  | Bohoslužba   | Bohoslužba | Poznámka     |
| ---------------------- | ------ | ------------ | ---------- | ------------ |
| Kostel sv. Bartoloměje | Kunžak | neděle úterý | 9.30 16.00 | farní kostel |